# Grillo-Theater
Grillo-Theater  er et teater i Essen i Tyskland. Det har navn efter fabrikant Friedrich Grillo, der gjorde opførelsen af bygningen mulig. Det åbnede den 16. september 1892 med Lessings drama Minna von Barnhelm.
51°27′17″N 7°00′42″Ø / 51.4546°N 7.0117°Ø